# 500 kilomètres de Donington FIA GT 1998
Navigation
Édition précédente Édition suivante
Les 500 kilomètres de Donington 1998 FIA GT, disputées le 6 septembre 1998 sur le circuit de Donington, sont la septième manche du championnat FIA GT 1998.

## Course

### Classement de la course
Classement à l'issue de la course (vainqueurs de catégorie en gras), :
| Pos.   | Catégorie | N° | Écurie                           | Pilotes                                           | Châssis                     | Pneus | Tours |
| Pos.   | Catégorie | N° | Écurie                           | Pilotes                                           | Moteur                      | Pneus | Tours |
| ------ | --------- | -- | -------------------------------- | ------------------------------------------------- | --------------------------- | ----- | ----- |
| 1      | GT1       | 1  | AMG Mercedes                     | Bernd Schneider Mark Webber                       | Mercedes-Benz CLK LM        | B     | 125   |
| 1      | GT1       | 1  | AMG Mercedes                     | Bernd Schneider Mark Webber                       | Mercedes-Benz M119 6.0L V8  | B     | 125   |
| 2      | GT1       | 2  | AMG Mercedes                     | Klaus Ludwig Ricardo Zonta                        | Mercedes-Benz CLK LM        | B     | 125   |
| 2      | GT1       | 2  | AMG Mercedes                     | Klaus Ludwig Ricardo Zonta                        | Mercedes-Benz M119 6.0L V8  | B     | 125   |
| 3      | GT1       | 7  | Porsche AG                       | Yannick Dalmas Allan McNish                       | Porsche 911 GT1-98          | M     | 124   |
| 3      | GT1       | 7  | Porsche AG                       | Yannick Dalmas Allan McNish                       | Porsche 3.2L Turbo Flat-6   | M     | 124   |
| 4      | GT1       | 8  | Porsche AG                       | Jörg Müller Uwe Alzen                             | Porsche 911 GT1-98          | M     | 123   |
| 4      | GT1       | 8  | Porsche AG                       | Jörg Müller Uwe Alzen                             | Porsche 3.2L Turbo Flat-6   | M     | 123   |
| 5      | GT1       | 12 | Team Persson Motorsport          | Jean-Marc Gounon Marcel Tiemann                   | Mercedes-Benz CLK GTR       | B     | 123   |
| 5      | GT1       | 12 | Team Persson Motorsport          | Jean-Marc Gounon Marcel Tiemann                   | Mercedes-Benz M120 6.0L V12 | B     | 123   |
| 6      | GT1       | 5  | Zakspeed Racing                  | Armin Hahne Andreas Scheld                        | Porsche 911 GT1-98          | P     | 121   |
| 6      | GT1       | 5  | Zakspeed Racing                  | Armin Hahne Andreas Scheld                        | Porsche 3.2L Turbo Flat-6   | P     | 121   |
| 7      | GT1       | 15 | Davidoff Classic GTC Competition | Geoff Lees Thomas Bscher                          | McLaren F1 GTR              | G     | 120   |
| 7      | GT1       | 15 | Davidoff Classic GTC Competition | Geoff Lees Thomas Bscher                          | BMW S70 6.0L V12            | G     | 120   |
| 8      | GT2       | 51 | Viper Team Oreca                 | Olivier Beretta Pedro Lamy                        | Chrysler Viper GTS-R        | M     | 114   |
| 8      | GT2       | 51 | Viper Team Oreca                 | Olivier Beretta Pedro Lamy                        | Chrysler 8.0L V10           | M     | 114   |
| 9      | GT2       | 66 | Konrad Motorsport                | Altfrid Heger Franz Konrad                        | Porsche 911 GT2             | D     | 112   |
| 9      | GT2       | 66 | Konrad Motorsport                | Altfrid Heger Franz Konrad                        | Porsche 3.6L Turbo Flat-6   | D     | 112   |
| 10     | GT2       | 52 | Viper Team Oreca                 | Karl Wendlinger Justin Bell                       | Chrysler Viper GTS-R        | M     | 111   |
| 10     | GT2       | 52 | Viper Team Oreca                 | Karl Wendlinger Justin Bell                       | Chrysler 8.0L V10           | M     | 111   |
| 11     | GT2       | 81 | Freisinger Motorsport            | Wolfgang Kaufmann Michel Ligonnet                 | Porsche 911 GT2             | ?     | 111   |
| 11     | GT2       | 81 | Freisinger Motorsport            | Wolfgang Kaufmann Michel Ligonnet                 | Porsche 3.6L Turbo Flat-6   | ?     | 111   |
| 12     | GT1       | 11 | Team Persson Motorsport          | Christophe Bouchut Bernd Mayländer                | Mercedes-Benz CLK GTR       | B     | 111   |
| 12     | GT1       | 11 | Team Persson Motorsport          | Christophe Bouchut Bernd Mayländer                | Mercedes-Benz M120 6.0L V12 | B     | 111   |
| 13     | GT2       | 65 | Konrad Motorsport                | Martin Stretton Toni Seiler                       | Porsche 911 GT2             | D     | 109   |
| 13     | GT2       | 65 | Konrad Motorsport                | Martin Stretton Toni Seiler                       | Porsche 3.6L Turbo Flat-6   | D     | 109   |
| 14     | GT2       | 53 | Chamberlain Engineering          | Martin Short Matt Turner Ni Amorim                | Chrysler Viper GTS-R        | D     | 109   |
| 14     | GT2       | 53 | Chamberlain Engineering          | Martin Short Matt Turner Ni Amorim                | Chrysler 8.0L V10           | D     | 109   |
| 15     | GT2       | 63 | Krauss Race Sports International | Michael Trunk Bernhard Müller                     | Porsche 911 GT2             | D     | 109   |
| 15     | GT2       | 63 | Krauss Race Sports International | Michael Trunk Bernhard Müller                     | Porsche 3.6L Turbo Flat-6   | D     | 109   |
| 16     | GT2       | 96 | Proton Competition               | Horst Felbermayr, Sr. Horst Felbermayr, Jr.       | Porsche 911 GT2             | P     | 107   |
| 16     | GT2       | 96 | Proton Competition               | Horst Felbermayr, Sr. Horst Felbermayr, Jr.       | Porsche 3.6L Turbo Flat-6   | P     | 107   |
| 17     | GT2       | 69 | Proton Competition               | Gerold Ried Patrick Vuillaume                     | Porsche 911 GT2             | P     | 104   |
| 17     | GT2       | 69 | Proton Competition               | Gerold Ried Patrick Vuillaume                     | Porsche 3.6L Turbo Flat-6   | P     | 104   |
| 18     | GT2       | 98 | Cirtek Motorsport                | David Warnock Robert Nearn Sascha Maassen         | Porsche 911 GT2             | D     | 101   |
| 18     | GT2       | 98 | Cirtek Motorsport                | David Warnock Robert Nearn Sascha Maassen         | Porsche 3.6L Turbo Flat-6   | D     | 101   |
| 19     | GT2       | 61 | Elf Haberthur Racing             | Eric Graham David Smadja Emmanuel Clérico         | Porsche 911 GT2             | G     | 98    |
| 19     | GT2       | 61 | Elf Haberthur Racing             | Eric Graham David Smadja Emmanuel Clérico         | Porsche 3.6L Turbo Flat-6   | G     | 98    |
| 20     | GT2       | 57 | Roock Racing                     | Bruno Eichmann André Ahrlé Mike Hezemans          | Porsche 911 GT2             | Y     | 94    |
| 20     | GT2       | 57 | Roock Racing                     | Bruno Eichmann André Ahrlé Mike Hezemans          | Porsche 3.6L Turbo Flat-6   | Y     | 94    |
| 21     | GT2       | 56 | Roock Racing                     | Claudia Hürtgen Stéphane Ortelli                  | Porsche 911 GT2             | Y     | 82    |
| 21     | GT2       | 56 | Roock Racing                     | Claudia Hürtgen Stéphane Ortelli                  | Porsche 3.6L Turbo Flat-6   | Y     | 82    |
| 22 NC  | GT1       | 6  | Zakspeed Racing                  | Michael Bartels Max Angelelli                     | Porsche 911 GT1-98          | P     | 83    |
| 22 NC  | GT1       | 6  | Zakspeed Racing                  | Michael Bartels Max Angelelli                     | Porsche 3.2L Turbo Flat-6   | P     | 83    |
| 23 DNF | GT2       | 60 | Elf Haberthur Racing             | Michel Neugarten Gerd Ruch Marco Spinelli         | Porsche 911 GT2             | G     | 59    |
| 23 DNF | GT2       | 60 | Elf Haberthur Racing             | Michel Neugarten Gerd Ruch Marco Spinelli         | Porsche 3.6L Turbo Flat-6   | G     | 59    |
| 24 DNF | GT1       | 3  | DAMS                             | Éric Bernard David Brabham                        | Panoz GTR-1                 | M     | 56    |
| 24 DNF | GT1       | 3  | DAMS                             | Éric Bernard David Brabham                        | Ford (Roush) 6.0L V8        | M     | 56    |
| 25 DNF | GT2       | 62 | Stadler Motorsport               | Axel Röhr Uwe Sick                                | Porsche 911 GT2             | P     | 40    |
| 25 DNF | GT2       | 62 | Stadler Motorsport               | Axel Röhr Uwe Sick                                | Porsche 3.6L Turbo Flat-6   | P     | 40    |
| 26 DNF | GT2       | 76 | Seikel Motorsport                | Nigel Smith Jean-François Véroux Max Cohen-Olivar | Porsche 911 GT2             | P     | 26    |
| 26 DNF | GT2       | 76 | Seikel Motorsport                | Nigel Smith Jean-François Véroux Max Cohen-Olivar | Porsche 3.6L Turbo Flat-6   | P     | 26    |
| DSQ†   | GT2       | 70 | Marcos Racing International      | Christian Vann Harald Becker Cor Euser            | Marcos LM600                | D     | 112   |
| DSQ†   | GT2       | 70 | Marcos Racing International      | Christian Vann Harald Becker Cor Euser            | Chevrolet 5.9L V8           | D     | 112   |
| DSQ‡   | GT2       | 58 | Roock Sportsystem                | John Robinson Hugh Price                          | Porsche 911 GT2             | Y     | 106   |
| DSQ‡   | GT2       | 58 | Roock Sportsystem                | John Robinson Hugh Price                          | Porsche 3.6L Turbo Flat-6   | Y     | 106   |